# برادفورد وست گیلیمبری
برادفورد وست گیلیمبری (به انگلیسی: Bradford West Gwillimbury) یک منطقهٔ مسکونی در کانادا است که در شهرستان سیمکو واقع شده‌است. برادفورد وست گیلیمبری ۲۰۱٫۰۴ کیلومتر مربع مساحت و ۳۵٬۳۲۵ نفر جمعیت دارد.